# Aniak (Alaska)
Aniak ist ein Ort mit dem Status einer City in der Bethel Census Area in Alaska. Das U.S. Census Bureau hatte bei der Volkszählung 2020 eine Einwohnerzahl von 507 ermittelt. Der Ort mit einem hohen Eskimo-Bevölkerungsanteil liegt im Yupik-Sprachenraum.

## Geographie
Aniak befindet sich im Südwesten von Alaska am linken Flussufer des Kuskokwim River am oberen Ende des Aniak Slough, ein linker Seitenarm des Kuskokwim River. 1,5 km oberstrom befindet sich die Mündung des Aniak River in den Kuskokwim River. Der 15 m hoch gelegene Ort befindet sich knapp 150 km ostnordöstlich vom Verwaltungszentrum Bethel. Der Ort befindet sich am Rande des Yukon Delta National Wildlife Refuge. Aniak verfügt über einen Flughafen Aniak.

## Geschichte
Das Wort „Aniak“ heißt in der Eskimo-Sprache „der Ort, an dem es herauskommt“ und bezieht sich offenbar auf die Mündung des Aniak River. Der Fluss spielt eine bedeutende Rolle während des Goldrausches 1900–01. 1910 wurde in Aniak ein Ladengeschäft eröffnet, 1914 folgte ein Postamt. Das ursprüngliche Eskimo-Dorf war zu dieser Zeit schon lange aufgegeben worden. In der Folge zogen mehrere Eskimos nach Aniak und gründeten eine neue Indigenensiedlung. Eine Schule wurde 1936 eröffnet. 1939 wurde mit dem Bau eines Flugplatzes begonnen. Im Jahr 1956 wurde die White Alice Radar-Relaisstation errichtet. Diese wurde 1978 wieder stillgelegt. Am 1. Juni 1972 erhielt Aniak den Status einer City. Aniak bildet das Dienstleistungszentrum für die Dörfer in der Umgebung. Subsistenzwirtschaft existiert in geringerem Umfang.

## Demografie
Zum Zeitpunkt der Volkszählung im Jahre 2020 (U.S. Census 2020) hatte Aniak 507 Einwohner auf einer Landfläche von 16,02 km². Von den Einwohnern waren 88 Weiße, einer afrikanisch-amerikanischer und 366 amerikanisch-indianischer Abstammung sowie ein Asiate.
Beim Zensus im Jahr 2000 wurden 572 Einwohner gezählt, 2010 waren es 501.